# Jakob Friedrich Ehrhart
Jakob Friedrich Ehrhart (Holderbank, 4 novembre 1742 – Herrenhäuser, 26 giugno 1795) è stato un botanico svizzero.
Figlio di Johannes Ehrhart e di Magdalena Wild, dopo gli studi di farmacia, lavora per Johann Gerhart Reinhart Andreae (1724-1793) a Hannover nel 1770. Dopo aver trascorso molti anni a Stoccolma ed a Uppsala, dove studia con Linneo, ritorna ad Hannover nel 1776.
Contribuisce ad importare in Germania il sistema di nomenclatura binomia di Linneo.
A lui sono stati dedicati due generi: 
- Ehrharta Thunb. (1779, nom. cons.; Poaceae)
- Ehrhartia Wiggers (1780, = Leersia Sw.; Poaceae)

e 10 specie:
- Bromus ehrharti Gaud.
- Carex ehrhartiana Hoppe ex Boott
- Dactylophyllum ehrharti Spenn.
- Fritillaria ehrharti Boiss., Orph. et Turrill
- Mentha ehrhartiana Lej. et Court.
- Poa ehrhartiana E. Mey.
- Salix ehrhartiana E. Mey.
- Scrophularia ehrharti Stevens
- Silene ehrhartiana Soom
- Syrenia ehrhartiana Andrz. ex Besser